# Nordmalings landsfiskalsdistrikt
Nordmalings landsfiskalsdistrikt var 1918–1964 ett landsfiskalsdistrikt i Västerbottens län, bildat när Sveriges indelning i landsfiskalsdistrikt trädde i kraft den 1 januari 1918, enligt beslut den 7 september 1917. Den 1 januari 1965 avskaffades i Sverige samtliga landsfiskaler och landsfiskalsdistrikt, och deras arbetsuppgifter delades upp på de nyskapade indelningarna polisdistrikt, åklagardistrikt och kronofogdedistrikt.
Landsfiskalsdistriktet låg under länsstyrelsen i Västerbottens län.

## Ingående områden
När Sveriges nya indelning i landsfiskalsdistrikt trädde i kraft den 1 oktober 1941 (enligt kungörelsen den 28 juni 1941) tillfördes den del av Hörnefors landskommun som låg i Umeå landsfiskalsdistrikt till Nordmalings landsfiskalsdistrikt.

### Från 1918
- Nordmalings landskommun
- Del av Hörnefors landskommun: Delen som före 1 januari 1914 låg i Nordmalings landskommun.[2]

### Från 1 oktober 1941
- Nordmalings landskommun
- Hörnefors landskommun